# Loạn sắc tố mống mắt
Trong giải phẫu học, loạn sắc tố (tiếng Anh: heterochromia, tiếng Hy Lạp: heteros 'khác' + chroma 'màu') là sự khác biệt về màu sắc, thường nằm ở mống mắt nhưng cũng có thể gặp ở tóc hay da. Loạn sắc tố là kết quả sự thừa hoặc thiếu đáng kể melanin (một sắc tố). Nó có thể là do di truyền, hoặc do di truyền khảm, di truyền lai ghép, bệnh hay chấn thương.
Loạn sắc tố ở mắt (loạn sắc tố mống mắt hay heterochromia iridis, heterochromia iridum trong tiếng Anh) gồm có hai loại. Đối với loạn sắc tố toàn bộ, một trong hai mống mắt có màu khác biệt với mống mắt còn lại. Đối với loạn sắc tố từng phần hay loạn sắc tố một phần, một phần của một mống mắt mang màu sắc khác so với phần còn lại của mống mắt đó.
Màu mắt, đặc biệt là màu của mống mắt, được xác định chủ yếu bởi sự tập trung và phân bổ các sắc tố melanin. Mắt bị ảnh hưởng bởi chứng bệnh này do tăng sắc tố (hyperchromic) hoặc giảm sắc tố (hypochromic). Ở con người, thông thường việc thừa melanin chỉ làm tăng tăng sản mô mông mắt, ngược lại thiếu melanin chỉ làm giảm sản. Một trường hợp thường gặp là loạn sắc tố trung tâm, trong đó có một mống mắt có hai màu sắc nhưng chuyển màu về giữa con ngươi; vùng trung tâm (đồng tử) của mống mắt mang màu sắc khác với khu vực vòng ngoài (mi), với màu mống mắt đúng là màu bên ngoài.

## Hình ảnh

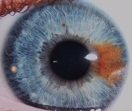
Trường hợp loạn sắc tố mống mắt từng phần rõ rệt ở người.
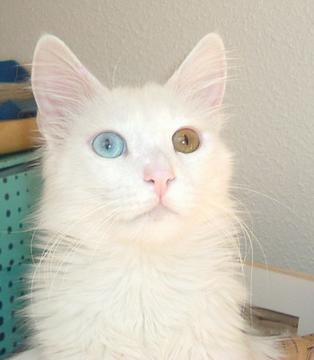
Một con mèo trắng bị loạn sắc tố mống mắt toàn bộ, mắt phải xanh lam và mắt trái màu vàng
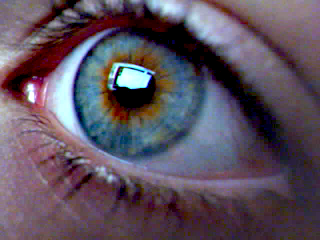
Ví dụ về loạn sắc tố mống mắt trung tâm, đồng tử màu cam trong khi màu mống mắt là xanh lam.